# Statistics-sensitive Non-linear Iterative Peak-clipping

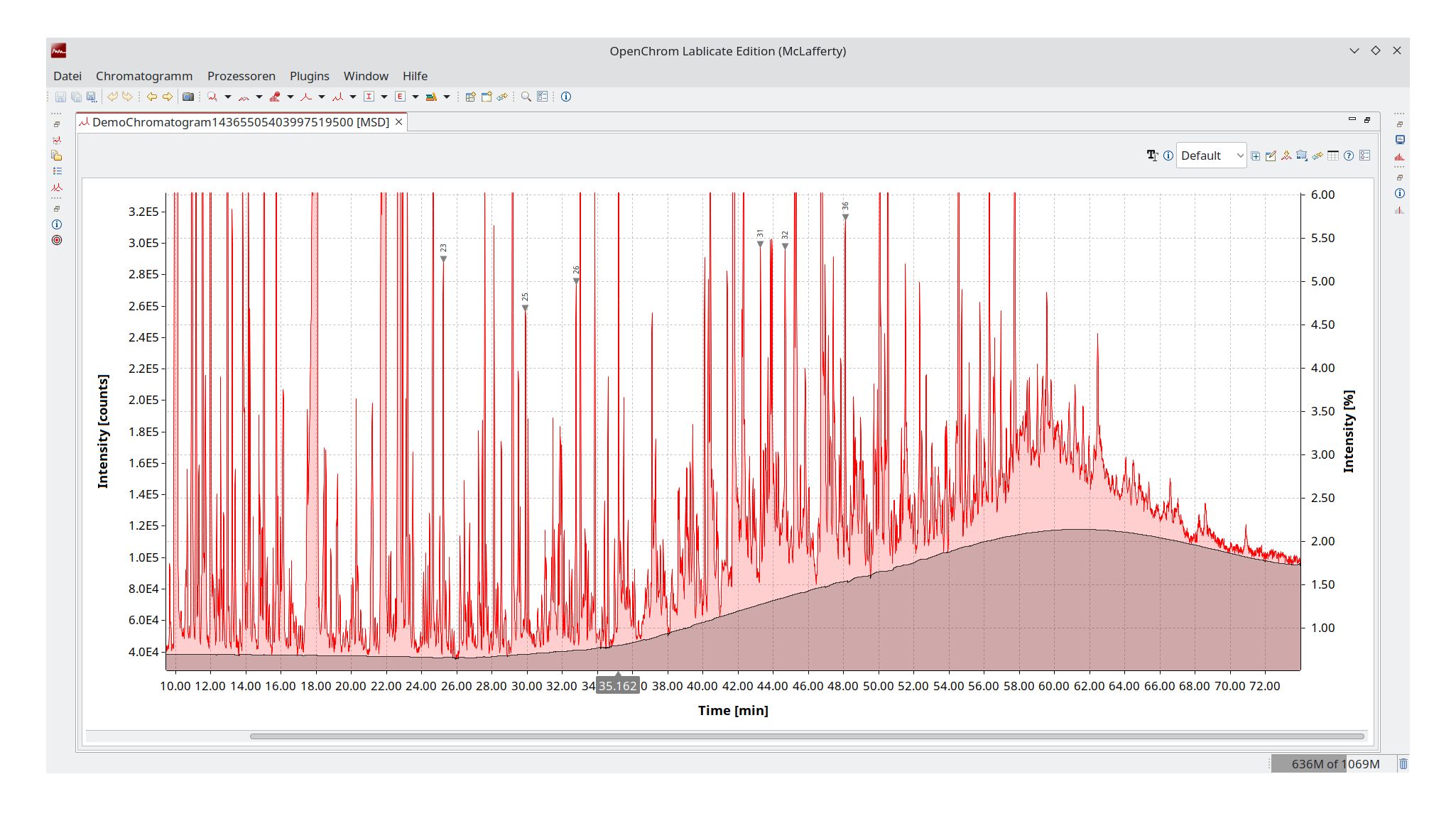
Basislinie (dunkel) in OpenChrom mit SNIP detektiert.

Statistics-sensitive Non-linear Iterative Peak-clipping, kurz SNIP, ist ein iterativer Algorithmus zur Basislinienkorrektur. Er wurde ursprünglich für das PIXE-Verfahren in den Geowissenschaften entwickelt. Es ist jedoch universeller einsetzbar etwa in der Raman-Spektroskopie oder MALDI-TOF-basierten Massenspektrometrie. Grundsätzlich dient er dem Entfernen von Untergrundrauschen. Oft wird zur Ermittlung der Basislinie eine Glättung vorgenommen. Die eigentliche Subtraktion der Basislinie erfolgt dann ohne Glättung.